# Bushehr (tỉnh)
Bushehr hay Bushire(chữ cái Ba Tư:استان بوشهر) là một trong 30 tỉnh của Iran. Tỉnh này nằm ở phía nam Iran, với một bờ biển dài bên vịnh Perse. Trung tâm tỉnh tại thành phố tỉnh lỵ Bandar-e-Bushehr. Tỉnh có 9 huyện Bushehr, Dashtestan, Dashti, Dayyer, Deylam, Jam, Kangan, Ganaveh và Tangestan. Năm 2005, tỉnh có dân số khoảng 816.115 người.